# Kim Yun-jae
Kim Yun-jae, né le 14 mai 1990 à Séoul, est un patineur de vitesse sur piste courte sud-coréen. 

## Carrière
Il connait son premier titre en 2008 quand il devient champion du monde junior.
En 2013, il est médaillé d'argent toutes épreuves aux Mondiaux de Debrecen. En 2014, il participe aux Jeux olympiques de Sotchi.

## Palmarès

### Championnats du monde
| Épreuve / Édition | Debrecen 2013 | Montréal 2014 |
| 1000 m            |               |               |
| 1500 m            | Argent        |               |
| 3000 m            | Or            |               |
| Relais 5 000 m    |               | Argent        |
| Général           | Argent        |               |